# Ostrzyca (gromada)
Ostrzyca – dawna gromada, czyli najmniejsza jednostka podziału terytorialnego Polskiej Rzeczypospolitej Ludowej w latach 1954–1972.
Gromady, z gromadzkimi radami narodowymi (GRN) jako organami władzy najniższego stopnia na wsi, funkcjonowały od reformy reorganizującej administrację wiejską przeprowadzonej jesienią 1954 do momentu ich zniesienia z dniem 1 stycznia 1973, tym samym wypierając organizację gminną w latach 1954–1972.
Gromadę Ostrzyca z siedzibą GRN w Ostrzycy utworzono – jako jedną z 8759 gromad na obszarze Polski – w powiecie krasnostawskim w woj. lubelskim na mocy uchwały nr 9 WRN w Lublinie z dnia 5 października 1954. W skład jednostki weszły obszary dotychczasowych gromad Ostrzyca, Mchy i Ostrówek ze zniesionej gminy Izbica, obszar dotychczasowej gromady Tarnogóra kol. ze zniesionej gminy Tarnogóra, obszar dotychczasowej gromady Romanów ze zniesionej gminy Krasnystaw oraz obszar dotychczasowej gromady Bobliwo ze zniesionej gminy Gorzków w tymże powiecie. Dla gromady ustalono 18 członków gromadzkiej rady narodowej.
1 stycznia 1962 gromadę zniesiono, włączając jej obszar do gromady Izbica w tymże powiecie.